# 케네디 해협

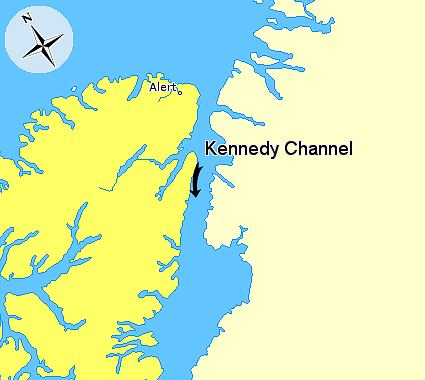
케네디 해협, 캐나다의 엘즈미어섬, 그린란드 지도.
엘즈미어섬
그린란드

케네디 해협(영어: Kennedy Channel, 덴마크어: Kennedykanalen, 프랑스어: Passage Kennedy)은 그린란드와 캐나다 최북단섬인 엘즈미어섬 사이의 북극해의 해협이다.
이 이름은 1854년경 엘리샤 케인이 프랭클린 원정대를 찾아 두 번째 북극 항해를 하던 중 지어졌다. 그러나 그가 어느 케네디의 이름을 따서 이 해협에 이름을 붙였는지는 확실하지 않다. 케인은 몇 년 전 프랭클린 원정대를 수색하던 중 만난 동료 탐험가 윌리엄 케네디를 염두에 두었을 수도 있다. 그러나 대부분의 역사가들은 1852년에서 1853년까지 미국 해군 장관을 지낸 존 펜들턴 케네디의 이름을 따서 지어졌다고 추측하고 있으며, 케인의 두 번째 북극 항해는 그의 지휘 하에 이루어졌다.